# 药子之变
药子之变（日语：薬子の変）是810年日本歷史上发生的一次未成功政变事件。平城天皇与他的岳母兼情人藤原药子和藤原仲成试图废黜嵯峨天皇，恢复平城天皇的统治，但没有成功。
809年平城天皇因病退位给他的弟弟嵯峨天皇。嵯峨天皇登基后采纳了一系列新政，这些新政遭到了许多人的不满，同时平城天皇的病出乎意外地好了，因此对嵯峨天皇的新政不满的人就开始形成对抗势力。810年平城天皇在宠妃藤原药子及其兄藤原仲成的帮助下试图推翻嵯峨天皇，重新执政，但没有成功。嵯峨天皇于9月10日先发制人，平城天皇被幽禁，藤原仲成被杀，藤原药子服毒自杀。
这个事件被称为“药子之变”，因为许久以来一直认为藤原药子是事件的主使人。近年的历史研究却似乎说明，实际上这个事件是嵯峨天皇的一个圈套，他自己感到受到平城天皇的威胁，因此故意引诱平城天皇犯事。而藤原药子则由于她早先的事件，成為一个非常好的替罪羊。